# Friedrich Wilhelm Porth

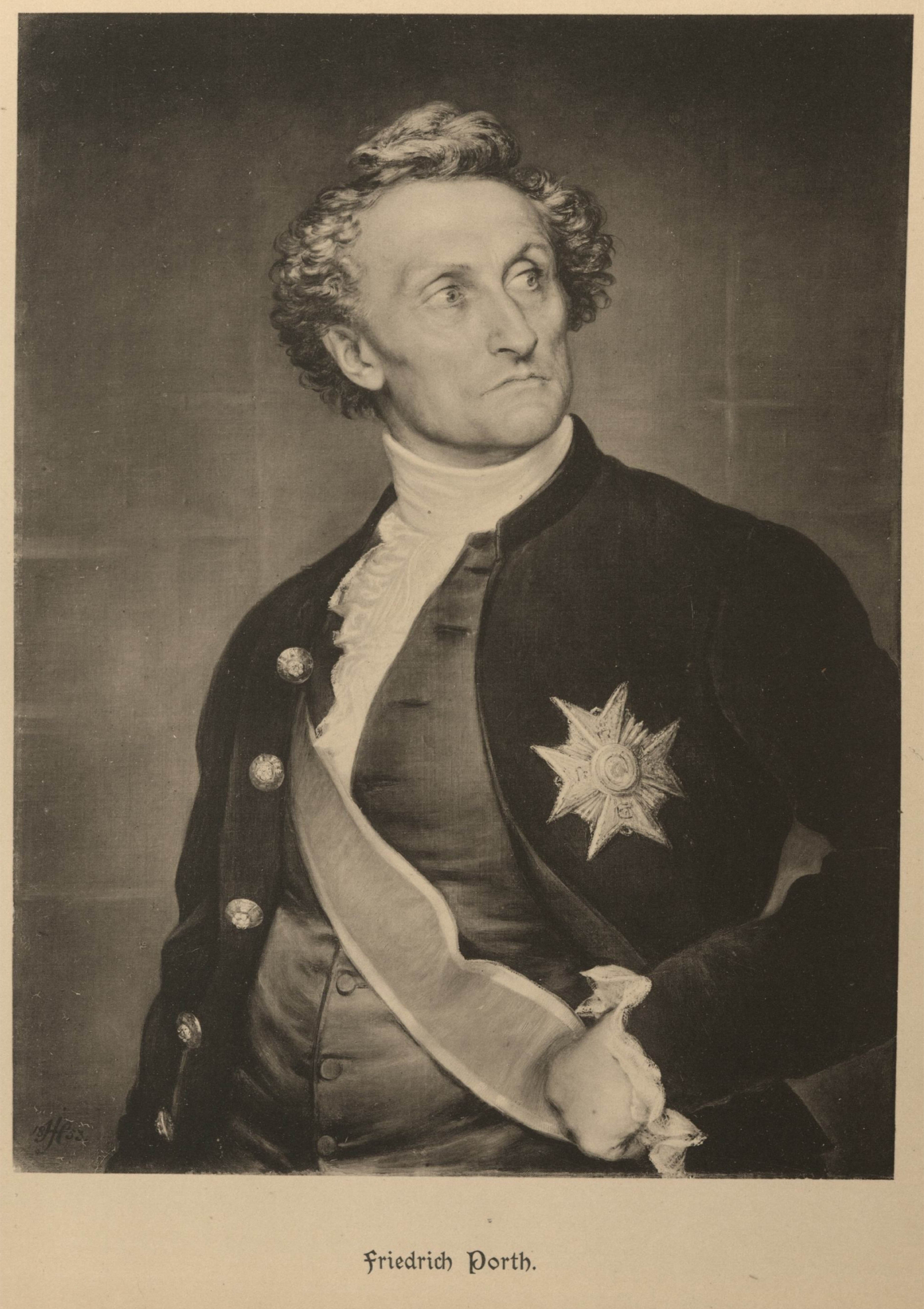
Friedrich Porth, hier als „Präsident von Walter“ in Kabale und Liebe dargestellt, Gemälde von Julius Hübner (1853)

Friedrich Wilhelm Porth (* 7. März 1800 in Stettin; † 2. April 1874 in Dresden) war ein deutscher Theaterschauspieler.

## Leben und Wirken
Auf Wunsch seines Vaters musste er eine Beamtenlaufbahn als Kanzlist bei der Regierung Stettin einschlagen, die er abbrach, da seine Leidenschaft für das Theater geweckt worden war. Er bewarb sich erfolgreich um Aufnahme in die von Conrad Carl Casimir Döbbelin gegründete und bis 1821 von diesem geleitete Döbbelinsche Gesellschaft. Unter Döbbelin stand er am 10. Februar 1820 erstmals als Spiegelberg in Frankfurt (Oder) auf der Bühne. Fortan wurde er für ältere Charakterrollen eingeteilt, nach seinem Wechsel nach Neustrelitz spielte er auch andere Rollen. Später wirkte er 
als Charakterdarsteller in Hamburg, Darmstadt, Köln und Leipzig. 1833 kam er nach Dresden, wo er königlicher Hofschauspieler wurde und bis zum Pensionsalter auf der Bühne stand. Er spielte Hauptrollen wie Shylock, Mephisto, Cromwell, Philipp II. und Tartuffe. Er wurde auf dem Annenfriedhof in Dresden beigesetzt und hinterließ zwei Söhne, darunter Karl Porth, der wie der Vater Theaterschauspieler wurde, und vier Töchter.